# Ekvitermní regulace
Ekvitermní regulace teploty v místnosti spočívá v nastavení teploty topné vody (neboli v regulaci zdroje tepla) v závislosti na venkovní teplotě. Při nižší venkovní teplotě je požadována vyšší teplota dodávané topné vody, aby došlo k rovnováze mezi dodaným teplem a tepelnými ztrátami místnosti a teplota místnosti tak zůstala konstantní.

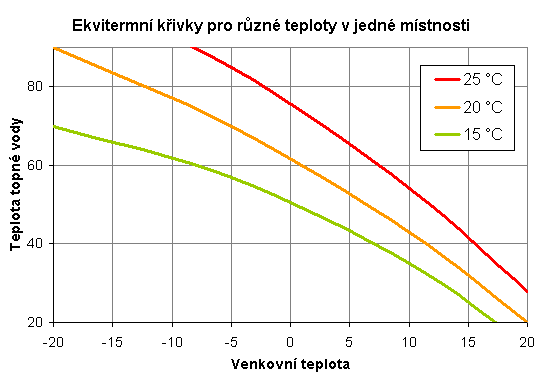
Příklad ekvitermních křivek pro určitou místnost. Z grafu je například patrné, že při požadované teplotě místnosti 20 °C a při venkovní teplotě 0 °C je nutné dodávat topnou vodu o teplotě větší než 60 °C.

Pro danou místnost lze stanovit soustavu tzv. ekvitermních křivek (také „topné křivky“), které popisují vzájemnou závislost teploty topné vody, místnosti a venkovní teploty. Na základě požadované teploty místnosti lze zvolit určitou křivku a podle venkovní teploty regulovat teplotu topné vody.
Jsou dva hlavní důvody pro aplikaci ekvitermní regulace:
- Větší tepelná pohoda z důvodu potlačení dynamiky (kolísání) teplot v místnosti.
- Úspora energie, kdy není třeba zdroj tepla ohřívat na maximum a vydávat z něj největší výkon ale pouze vydat takový výkon, který stačí k ohřátí místnosti na požadovanou teplotu v závislosti na venkovní teplotě.